# Флора (фрегат, 1818)
«Фло́ра» — 44-пушечный парусный фрегат Черноморского флота России. Был заложен 18 февраля 1816 года в адмиралтействе Николаева, спущен на воду 7 мая 1818 года. Вошёл в состав Черноморского флота.

## История службы

### До войны
После спуска на воду фрегат перешёл в Севастополь и с 1819 по 1823 год находился в практических плаваниях в Чёрном море. В 1826-м и 1827-м году «Флора» в составе отрядов крейсировала у берегов Абхазии.

### Русско-турецкая война

#### 1828 год
21 апреля 1828 года фрегат в составе эскадры вице-адмирала Грейга вышел из Севастополя и 2 мая подошёл к Анапе, где 6 мая огнём артиллерии прикрывал высадку десанта. До 3 июня корабль несколько раз подходил к крепости для обстрела береговых укреплений и от ответного огня турок получил 11 пробоин корпуса, три повреждения рангоута и 26 повреждений такелажа.
После капитуляции Анапы на борту «Флоры» в Керчь были доставлены пленные турки, после чего фрегат вернулся в Севастополь. 22 июня корабль соединился с эскадрой, стоявшей у Анапы и 3 июля в её составе двинулся к румелийскому берегу. 13 июля эскадра подошла к Коварне, 22 июля — к Варне.
27 июля на борт «Флоры» поднялся Николай I и фрегат в сопровождении брига «Меркурий» и парохода «Метеор» вышел в море, чтобы доставить императора в Одессу. 8 августа корабль вновь вернулся в Варну, где забрал раненных и 10 августа вышел с ними к Одессе. 27 августа на фрегате к флоту прибыл император Николай I со свитой. 1 сентября фрегат ушёл в Николаев, куда доставил начальника Главного морского штаба князя Меншикова, после чего вернулся в Севастополь.

#### 1829 год
28 марта 1829 года эскадра, в которую входил фрегат «Флора», прибыла из Севастополя в Сизополь. C 26 апреля по 17 июля фрегат трижды выходил в крейсерство к проливу Босфор, а 23 июля доставил батальон пехоты в город Василико. 24 июля отряд с фрегатом «Флора» подошёл к Агатополю и, подавив огнём артиллерии береговые батареи, высадил десант, овладевший городом.
6 августа фрегат вместе с эскадрой подошёл к крепости Инада. Для разведки береговых укреплений фрегат подошёл к берегу, где был обстрелян турецкими батареями. На следующий день фрегат с отрядом подошёл к крепости Инада и встал по диспозиции. Фрегат принимал участие в обстреле укреплений и высадке десанта. 30 сентября фрегат принял на борт больных с других кораблей эскадры и ушёл в Севастополь.

### После войны
В 1830 году фрегат перевозил войска из портов Румелии в Одессу и Севастополь, а в 1832-м перешёл из Севастополя в Николаев, в порту которого находился до 1835 года.

## Командиры фрегата
Командирами фрегата «Флора» в составе Российского императорского флота судна в разное время служили:
- Ф. Ф. Беллинсгаузен (1817—1818 годы);
- С. С. Карачинской (1819 год);
- М. А. Уманец (1820—1823 годы);
- Л. А. Мельников (1826 год);
- Х. А. Метакса (1827—1828 годы);
- К. Н. Баскаков (1829 год);
- капитан-лейтенант, а с 1 (13) января 1831 года капитан 2-го ранга А. И. Тугаринов (1830—1831 годы);
- Ф. И. Ратч (1832—1833 годы);
- К. П. Богданович (1834—1835 годы).